# Ophiostoma narcissi
Ophiostoma narcissi är en svampart som beskrevs av Limber 1950. Ophiostoma narcissi ingår i släktet Ophiostoma och familjen Ophiostomataceae.   Inga underarter finns listade i Catalogue of Life.